# Rumen Jordanow
Rumen Jordanow (bg. Румен Йорданов; ur. 17 października 1958 w Popowie, zm. 2 sierpnia 2010) – bułgarski zapaśnik walczący w stylu wolnym. Olimpijczyk z Moskwy 1980, gdzie odpadł w eliminacjach w kategorii 48 kg.
Złoty medalista mistrzostw Europy w 1980 roku.
- Turniej w Moskwie 1980

Pokonał Khaleda El-Rifai z Syrii, a przegrał z Jorge Fríasem z Meksyku i Siergiejem Korniłajewem z ZSRR.